# Condizione della donna in Spagna

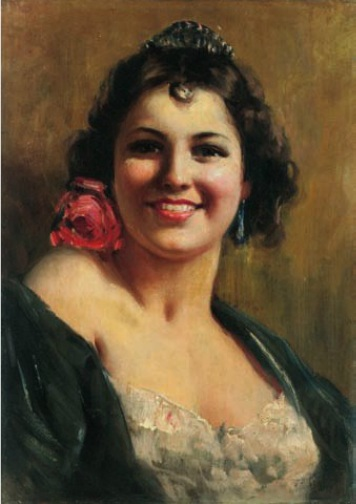
Dipinto del XIX secolo raffigurante una giovane donna spagnola.

L'odierno popolo spagnolo riconosce l'indipendenza e l'autonomia delle donne. La condizione femminile, i diritti delle donne e i loro ruoli all'interno della società in Spagna hanno subito, nel corso del XX secolo, un brusco passaggio dalla cultura conservatrice autoritaria della Spagna franchista (1939-1975), durante la quale i diritti delle donne erano stati severamente limitati, ad una società democratica in cui l'uguaglianza di genere è uno dei principi fondamentali. 
Da quando ciò si è verificato, negli ultimi decenni la posizione delle donne all'interno della società spagnola è notevolmente migliorata.
Il tasso di occupazione dell'Organizzazione per la cooperazione e lo sviluppo economico per il 2015 è pari al 53,4%; mentre il Global Gender Gap Report per il 2013 è pari a 0,7266.

## Ruoli nella società
Durante la dittatura di Francisco Franco, la società e la legislazione spagnola si fondavano su un codice morale che stabiliva rigorose norme di comportamento sessuale per le donne e limitava le loro opportunità di carriera professionale femminile. Vennero infatti proibiti il divorzio, la contraccezione e l'aborto, consentendo però la prostituzione, che divenne reato solo nel 1954. 
Dopo il ritorno alla democrazia a seguito della transizione spagnola, il cambiamento dello status femminile fu radicale. Un indicatore significativo fu l'entrata delle donne nella forza lavoro: nel mondo spagnolo, prima della transizione, le donne entravano raramente nel mercato del lavoro, già alla fine degli anni '70, il 22% delle donne adulte del paese era entrato nel mercato dell'impiego.
Nel 1984 questa cifra aumentò fino al 33%, un livello non molto differente da quello italiano o dei Paesi Bassi. Nonostante ciò le donne costituivano ancora meno di un terzo della forza lavoro totale e, in alcuni tra i settori maggiormente importanti, la cifra era più vicina a un decimo.
Un sondaggio d'opinione effettuato nel 1977 rilevò che, quando si chiedeva se il posto adatto per una donna fosse la casa, solo il 22% dei giovani concordava, rispetto al 26% della Gran Bretagna, il 30% dell'Italia e il 37% della Francia. La barriera principale delle donne nel luogo di lavoro non era costituita dall'opinione pubblica, bensì da fattori quali un tasso di disoccupazione elevato e una mancanza di effettivi posti di lavoro a tempo parziale.
Durante gli anni di Franco la legislazione spagnola discriminava fortemente le donne sposate; infatti, senza l'approvazione del marito (chiamato "permesso del coniuge"), a una moglie venivano proibite quasi tutte le attività economiche, inclusa l'occupazione, il diritto di proprietà privata o addirittura il viaggiare da sola. La stessa legge prevedeva anche definizioni meno severe di quelli che venivano considerati crimini, come l'adulterio e l'abbandono del tetto coniugale da parte dei mariti.
Le riforme più significative per far fronte a questo sistema vennero avviate proprio poco prima della morte di Franco e da allora si diffusero sempre più velocemente. 
Il permesso matrimoniale (permiso marital) fu abolito nel 1975, le leggi contro l'adulterio furono annullate nel 1978 e il divorzio fu legalizzato nel 1981, dopo che fu legalizzato nel 1932 e abrogato durante il franchismo: in quello stesso anno furono riformate anche quelle parti del codice di diritto civile che si occupavano delle finanze familiari.
Durante gli anni di Franco il matrimonio doveva obbligatoriamente essere costituito in forma religiosa (eseguito cioè sotto i regolamenti impartiti dalla chiesa cattolica romana), anche se uno solo dei partner fosse stato cattolico.
Poiché la Chiesa vietava il divorzio, un matrimonio avrebbe potuto essere sciolto solamente attraverso l'ardua procedura dell'annullamento del matrimonio presso il tribunale della Rota romana, disponibile solo dopo una lunga serie di passaggi amministrativi e quindi accessibile esclusivamente ai possessori di una certa ricchezza. Queste restrizioni furono, con molta probabilità, una delle ragioni principali del risultato di un'indagine del 1975 che mostrava come il 71% degli spagnoli fosse favorevole alla legalizzazione del divorzio.
Tuttavia dal momento che il governo rimase nelle mani dei conservatori fino al 1982, il progresso verso una legge sul divorzio fu un'operazione lenta e piena di conflitti. Nell'estate del 1981 il Congresso dei deputati (la camera più bassa delle Corti Generali) giunse finalmente ad approvare una legge sul divorzio con i voti di circa trenta membri dell'Unione di Centro Democratico.La Spagna ebbe cosi una legge sul divorzio che consentì la cessazione di un matrimonio in appena due anni dalla separazione legale dei partner. 
Nonostante questi importanti vantaggi, gli osservatori si attendevano che l'acquisizione di diritti eguali per le donne sarebbe stata frutto di una lunga lotta, condotta su molti fronti diversi. Ad esempio quando, nel 1987, in una sentenza, la Corte suprema ritenne che una vittima di stupro non dovesse dimostrare di aver combattuto per difendersi, per verificare la veridicità della sua accusa. Fino a questa importante sentenza era generalmente accettato il fatto che una donna vittima di stupro, a differenza delle vittime di altri crimini, doveva dimostrare di aver sostenuto un' "eroica difesa" e di non aver ingannato o incoraggiato altrimenti l'aggressore.
Negli ultimi anni il ruolo delle donne è accresciuto in gran parte dei campi sociali, ma soprattutto in politica, oltre che nel mercato del lavoro e in altre aree pubbliche. Le nuove leggi hanno ufficialmente eliminato qualsiasi tipo di discriminazione e sono state persino percepite da alcuni come una "discriminazione positiva", una parte più intrisa di conservatorismo della società è ancora radicata nella cultura del maschilismo.

## Vita familiare
Poiché l'intera società ha subito una vasta serie di trasformazioni, così è avvenuto anche nell'organizzazione della vita familiare. La liberalizzazione del clima politico ha permesso una formazione alternativa di famiglia; a metà degli anni '90 la convivenza in Spagna era ancora descritta come un fenomeno marginale, ma fin dagli stessi anni '90 l'unione civile è aumentata considerevolmente.
Nel 2015 il 44,4% di tutte le nascite sono avvenute al di fuori dell'istituto matrimoniale. Anche le opinioni sulla famiglia tradizionale sono cambiate; nella valutazione europea dei valori (European Values Study - EVS) del 2008 la percentuale di intervistati spagnoli che hanno concordato con l'affermazione che "il matrimonio è un'istituzione obsoleta" è stata del 31,2%. 
Nel 2005 la Spagna ha anche legalizzato il matrimonio tra persone dello stesso sesso.
Attualmente il paese ha una delle percentuali più basse di natalità e fertilità al mondo, fino al punto di ostacolare notevolmente i tassi di sostituzione della popolazione. Le famiglie con un solo figlio sono più comuni rispetto ad una volta e l'età dei genitori è in costante aumento. Solo l'immigrazione può equilibrare una simile situazione, contemporaneamente incorporando nuovi valori e stili di vita.
A partire dal 2015 il tasso di fertilità totale in Spagna è stato di 1,49 figli nati per donna, al di sotto del tasso di sostituzione generazionale.

## Donne in politica
Nessuna donna ha ricoperto la carica di primo ministro in Spagna. Nel Governo Sanchez II, vi sono 12 donne ministro e 7 uomini e tre donne vicepresidenti del Consiglio: Yolanda Díaz, Teresa Ribera e Nadia Calvinõ. Il 4 novembre 1936 Federica Montseny diventa la prima donna ministro in Spagna, durante il periodo repubblicano. La seconda donna ministro sarà Soledad Beceriil come ministro della sanità dal 2 dicembre 1981 al 3 dicembre 1982, quasi 50 anni dopo la Montseny.
Al giorno d'oggi , grazie alla mobilitazione del movimento femminista, c'è una forte partecipazione politica da parte di figure femminili: Ad esempio, nell'attuale governo del regno di Spagna, Sanchez bis (in carica dal 13 gennaio 2020), è in carica Teresa Ribera Rodriguez come quarto Vicepresidente, Isabel Celaá (ministro dell'istruzione e portavoce); inoltre Magdalena Valerio Cordero è l'attuale presidente del Consiglio di Stato dal 2022.

## Violenza contro le donne
Dopo la caduta del regime di Franco, la Spagna ha intrapreso molti passi per affrontare la questione della violenza contro le donne. Nel 2004 è stata prevista la "Legge Organica 1/2004 del 28 dicembre sulle misure di protezione integrate contro la violenza di genere" (Ley Orgánica 1/2004, 28 de dicembre, de Medidas de Protección Integral contra la Violencia de Género). 
Nel 2014 la Spagna ha ratificato la Convenzione del Consiglio d'Europa sulla prevenzione e la lotta contro la violenza nei confronti delle donne e la violenza domestica (nota anche come "Convenzione di Istanbul").